# پایگاه آبی هوایی اوشن فالز
پایگاه آبی هوایی اوشن فالز (به انگلیسی: Ocean Falls Water Aerodrome) یک فرودگاه همگانی با کد یاتا ZOF است که یک باند فرود آب دارد. این فرودگاه در کشور کانادا قرار دارد و در ارتفاع ۰ متری از سطح دریا واقع شده‌است.